# 斉藤優汰
斉藤 優汰（さいとう ゆうた、2004年5月27日 - ）は、北海道岩見沢市出身のプロ野球選手（投手）。右投左打。広島東洋カープ所属。

## 経歴

### プロ入り前
岩見沢市立日の出小学校で4年生の時に友人に誘われたことをきっかけに野球を始める。当時のメインポジションは捕手だった。岩見沢市立明成中学校では軟式野球部に所属。人数不足のため岩見沢市立緑中学校と合同チームを組んだ際、緑中学校の指導者である日向清一から投手転向を勧められ、2年秋から本格転向した。
苫小牧中央高等学校に進学し、1年秋からベンチ入り。2年秋からエースとなった。3年春の北海道大会で自己最速を更新する151km/hを計測し、注目を集めた。同年夏は南北海道大会準決勝で札幌大谷に敗れた。3年間で甲子園大会出場はなし。2学年上に根本悠楓がいた。
2022年8月27日にプロ志望届を提出。ドラフト会議では広島東洋カープから単独1位指名を受け、11月11日に契約金1億円、年俸800万円（金額は推定）で仮契約を結んだ。背番号は47。

### 広島時代
2023年は、将来を見据えファームで育成強化に励み、二軍初登板となった5月24日オリックス戦は1回2失点であった。8月に入り、4回目の登板となった24日の二軍ソフトバンク戦では5回無失点、次登板の9月2日二軍ソフトバンク戦で7回2失点、いずれも最速152km/hを記録する好投を見せ、首脳陣から成長を評価された。この年は全て二軍登板、5試合0勝1敗、15回2/3を投げ、防御率は4.02だった。シーズン終了後、日南秋季キャンプ中の侍ジャパンとの練習試合（11月12日、SOKKENスタジアム）に2番手で登板し、2回を無安打無失点に抑えた。
2024年は、3月13日のオープン戦、対日本ハム戦（エスコンフィールド）で4回から登板し、2回無安打無失点3奪三振、最速156km/hを記録する好投を見せ、地元凱旋登板を飾った。シーズン開幕は二軍で迎え、ウエスタン・リーグでの6登板を経て7月20日のフレッシュオールスターに出場、1回2安打1失点の投球内容であった。その後8月上旬に右肩のコンディション不良で離脱、リハビリを経て約2か月後の9月末に実戦復帰。この年の一軍昇格はなく、ウ・リーグでは最終的に7登板に留まり0勝3敗、防御率6.11の成績を残した。シーズン後に参加したフェニックス・リーグでは10月20日の対ロッテ戦で先発登板し、7回を5安打1失点無四死球の好投でまとめ、制球面での成長を見せた。

## 選手としての特徴
主な球種はストレート（最速156km/h）、カーブ、スライダー、フォーク。フィールディングにも定評がある。
目標とする選手に「ストレートが綺麗」と称讃する藤川球児と中里篤史を挙げている。

## 人物
中学生の頃から読書を趣味としており、好きなジャンルはミステリー小説、好きな作家は湊かなえ。

## 詳細情報

### 記録

#### 初記録
投手記録
- 初登板：2025年5月2日、対中日ドラゴンズ6回戦（MAZDA Zoom-Zoom スタジアム広島）、9回表に4番手で救援登板・完了、1回無失点[22]
- 初奪三振：同上、ジェイソン・ボスラーから空振り三振※振り逃げ[22]

### 背番号
- 47（2023年[7] - ）